# Pedro Lopes
Pedro Miguel Gonçalves Lopes (Tavira, 29 de Junho de 1975) é um ciclista português da equipa de Ciclismo do Sport Lisboa e Benfica. Foi 4º classificado no Grande Prémio Internacional Costa Azul 2006. Característica Sprinter.

## Carreira desportiva
- 1996, Recer-Boavista, Portugal
- 1996, Tavira-Recer, Portugal
- 1997, Progecer-Tavira, Portugal
- 1998, LA-Pecol, Portugal
- 1999, LA-Pecol, Portugal
- 2000, LA-Pecol, Portugal
- 2001, LA-Pecol, Portugal
- 2002, LA Aluminios-Pecol, Portugal
- 2003, LA-Pecol, Portugal
- 2004, LA-Pecol, Portugal
- 2005, LA-Liberty, Portugal
- 2006, LA Aluminios - Liberty Seguros, Portugal
- 2007, Sport Lisboa e Benfica, Portugal
- 2008, Sport Lisboa e Benfica, Portugal
- 2009, Centro de Ciclismo de Loule, Portugal
- 2010, Centro de Ciclismo de Loule,  Portugal

## Palmarés
- 1994 1º na Clássica de Vila Franca de Xira
- 1995 1º na etapa 2 GP Internacional Costa Azul
- 1997 1º no Circuito de São Bernardo
- 1998 1º na etapa 3 GP Abimota
- 1998 1º na etapa 2 Volta a Portugal
- 2000 1º na etapa 3 Volta às Terras de Santa Maria Feira
- 2001 1º no Circuito de São Bernardo
- 2002 1º na etapa 2 GP Abimota
- 2002 1º na etapa 3 GP Abimota
- 2002 1º na etapa 5 Vuelta a Asturias

- 2002 1º na etapa 1 GP de Ciclismo de Torres Vedras, (Troféu Joaquim Agostinho
- 2003 1º no Circuito do Restaurante Alpendre/Circuito de Tavira
- 2004 1º no Troféu RDP - Algarve
- 2005 1º Volta a Tras os Montes e Alto Douro + 1 etapa
- 2009 1º na etapa  1 GP Credito Agricola

Considerado por muitos um dos melhoras ciclistas portugueses, conseguindo um 17• lugar com campeonato do mundo de Atlanta